# Valdemarfeltet
Valdemar er et producerende olie- og gasfelt, der ligger i den danske del af Nordsøen, det er fundet i år 1977/85 og sat i drift i 1993/2007.
Der er 21 olieproduktionsbrønde og 2 gasproduktionsbrønde.
Reservoiret ligger på en dybde af 2000 m i kalksten af Danien og Sen Kridt-alder, og 2600 m i kalksten af Tidlig Kridt-alder..
Indtil nu er der produceret 9,582 mio. m3 olie og 4,797 mia. Nm3 gas samt 8,795 mio. m3 vand. Der er ikke injiceret vand eller gas.
Operatør: Mærsk Olie og Gas A/S.
Akkumulerede investeringer 8,17 mia. kr.
55°50′00″N 4°32′00″Ø / 55.8333°N 4.5333°Ø